# Le Catelier
Le Catelier ist eine französische Gemeinde mit 268 Einwohnern (Stand 1. Januar 2022) im Département Seine-Maritime in der Region Normandie (vor 2016 Haute-Normandie). Sie gehört zum Arrondissement Dieppe und zum Kanton Luneray (bis 2015 Kanton Longueville-sur-Scie). Die Einwohner werden Casteliens genannt.

## Bevölkerungsentwicklung
| Jahr      | 1962 | 1968 | 1975 | 1982 | 1990 | 1999 | 2007 | 2015 |
| Einwohner | 233  | 228  | 238  | 243  | 218  | 223  | 213  | 248  |

## Sehenswürdigkeiten
- Kirche Saint-Georges aus dem 12. Jahrhundert
- Kapelle Saint-Laurent im Ortsteil Pelletot aus dem 11. Jahrhundert